# 臺北市立龍山國民中學
臺北市立龍山國民中學（英語：Taipei Municipal LongShan Junior High School，縮寫：LSJH-TP），簡稱龍山國中或龍中，是位於臺北市萬華區的一所國民中學。該校鄰近臺北市立聯合醫院 - 和平院區、臺北花園大酒店以及西門商圈、艋舺龍山寺、臺北市萬華區老松國民小學、臺北市鄉土教育中心、新富町以及臺北西本願寺廣場等在地文化資源，為萬華地區之文化發展永續基地。

## 校史
龍山國中校地於清朝時期，乃是艋舺陸中軍守備署之練武場。
- 1898年7月1日，日治時期台灣總督府於此成立警察官及司獄官練習所，是為八甲町1丁目21番地。 [1]
- 1976年8月1日：奉台北市政府66年（1977年）7月21日府人一字第三０四七０號令，於1977年8月1日，利用中央警官學校舊址（臺北市廣州街二十號）正式成立。
- 1977年4月16日：新建校舍第一期工程。
- 1980年：第二期工程以1980年度預算。
- 1981年-1982年：第三期工程以1981年度預算。

## 歷任校長
歷任校長見該校之校長室公告以逐年變更，其他参酌列表「臺北市立龍山國民中學歷任校長主任 （页面存档备份，存于）」，該表羅列有民國66學年以來至97學年度之歷任校長暨主任級行政人員名錄。
| 任別 | 姓名   | 任職時間  | 離任時間  | 備註                                                         |
| ---- | ------ | --------- | --------- | ------------------------------------------------------------ |
| 1    | 陳水穆 | 1977年8月 | 1987年7月 | 原任民權國中校長，轉任南港高中校長。                         |
| 2    | 李炳炎 | 1987年8月 | 1992年2月 | 原任弘道國中校長。                                           |
| 3    | 陳美枝 | 1992年2月 | 1996年7月 | 原任民權國中校長，轉任興雅國中校長。                         |
| 4    | 蘇 萍  | 1996年8月 | 1998年7月 | 原任螢橋國中校長，轉任濱江國中籌備主任。                     |
| 5    | 何碧燕 | 1998年8月 | 2002年7月 | 原任福安國中校長，轉任仁愛國中校長。                         |
| 6    | 鄭秀琴 | 2002年8月 | 2008年7月 | 曾任綜合活動中央團諮詢委員、臺北市綜合活動輔導團主任輔導員。 |
| 7    | 林美娟 | 2008年8月 | 2012年7月 | 原任至善國中校長，轉任仁愛國中校長。                         |
| 8    | 許珍琳 | 2012年8月 | 2017年7月 | 為第三屆畢業校友，原任北投國中輔導主任。                     |
| 9    | 洪國峰 | 2017年8月 | 2023年7月 | 原任蘭雅國中教務主任，轉任龍門國中校長。                     |
| 10   | 江幸真 | 2023年8月 | 現任      | 原任蘭州國中校長。                                           |

## 校友
- 鄭麗君
- 蕭子新
- 張哲生
- 林道遠
- 阿桑
- 方季惟
- 王炳忠

## 外部連結
- 北市龍山國中 （页面存档备份，存于）
- 臺北市立龍山國中粉絲專頁
- 林小昇之米克斯拼盤《警察官及司獄官練習所》 （页面存档备份，存于）